# Sowing the Seeds of Love
«Sowing the Seeds of Love» (с англ. — «Сея семена любви») — песня британской группы «Tears for Fears».
Она была выпущена в качестве первого сингла альбома 1989 года «The Seeds of Love» и стала международным хитом, попав в пятёрку лучших в Великобритании, Канаде (где он был № 1), Ирландии, Италии, Нидерландах, Новой Зеландии и США, где достигла второго места в Billboard Hot 100 (уступив первое место «Miss You Much» Джанет Джексон), а также возглавила чарт Modern Rock Tracks. Сингл также попал в Топ-20 в других странах.

## Предыстория
Песня включает в себя ряд музыкальных стилей и методов записи, ряд рецензентов увидели в ней стилизацию под The Beatles и стиль, напоминающий творчество группы в конце 1960-х годов. Она была написана в июне 1987 года в течение недели парламентских выборов в Великобритании, на которых консерваторы под руководством Маргарет Тэтчер одержали третью подряд победу. Выборы побудили Роланда Орзабала, который происходит из рабочего класса, заинтересоваться политикой и социализмом. На момент выпуска песни он считал её самой откровенной политической песней, которую когда-либо записывали Tears for Fears. Слова композиции отсылают к победе на выборах Тэтчер («Бабушка-политик с высокими идеалами, ты понятия не имеешь, какие настроения у большинства»).
Название песни было вдохновлено радиопрограммой, которую услышал Орзабал и в которой рассказывалось про мужчину, собиравшего коллекцию традиционных английских народных песен. Одна из песен называлась «The Seeds of Love», о ней он узнал от садовника по имени Мистер Англия (что отразилось в тексте песни: «Мистер Англия, сеющий семена любви»).
Сингл вошёл в саундтрек британского фильма «Зелёные пальцы» (2001).

## Видеоклип
Музыкальное видео было снято Джимом Блэшфилдом, который до этого снял клипы для Джони Митчелл («Good Friends»), Пола Саймона («The Boy in the Bubble») и Майкла Джексона («Leave Me Alone»). Клип получил две награды на MTV Music Video Awards: «Прорыв видео» и «Лучшие спецэффекты». Также он был номинирован в категориях «Лучший клип группы» и «Лучший пост-модерн клип года».

## Форматы и трек-лист
Сингл был выпущен в разных форматах, таких как сингл 7", сингл 12", диск 12", кассетный сингл и CD-сингл.
Сингл 7" (Великобритания)
1. Sowing the Seeds of Love (версия 7")
2. Tears Roll Down

12"/CD-сингл (UK)
1. Sowing the Seeds of Love (полная версия)
2. Tears Roll Down
3. Shout (U.S. Remix)

CD-сингл (США)
1. Sowing the Seeds of Love (полная версия)
2. Sowing the Seeds of Love (U.S. Radio Edit)

Сторона «Б» «Tears Roll Down» — ранняя, в основном инструментальная версия «Laid So Low (Tears Roll Down)», который был выпущен в качестве сингла в 1992 году и включён в альбом величайших хитов под тем же названием.

## Участники записи
- Роланд Орзабал — ведущий и бэк-вокал, гитары, Fairlight CMI
- Курт Смит — второй вокал, бас-гитара
- Иэн Стэнли — орган Хаммонда
- Крис Хьюз — ударные
- Ричард Найлс — оркестровая аранжировка

## Чарты
| Чарт (1989)                                | Наивысшая позиция |
| ------------------------------------------ | ----------------- |
| Австралия (ARIA)                           | 13                |
| Австрия (Ö3 Austria Top 40)                | 17                |
| Бельгия/Фландрия (Ultratop 50)             | 11                |
| Великобритания (OCC UK Singles)            | 5                 |
| ФРГ (GfK)                                  | 11                |
| Ирландия (IRMA)                            | 4                 |
| PROMUSICAE                                 | 8                 |
| FIMI                                       | 2                 |
| 30 Retail Singles (RPM)                    | 5                 |
| Канада (RPM Top Singles)                   | 1                 |
| Нидерланды (Dutch Top 40)                  | 3                 |
| Новая Зеландия (Recorded Music NZ)         | 4                 |
| LP3                                        | 6                 |
| США (Billboard Hot 100)                    | 2                 |
| США (Billboard Adult Contemporary)         | 29                |
| США (Billboard Hot Dance/Electronic Songs) | 41                |
| США (Billboard Mainstream Rock)            | 4                 |
| США (Billboard Alternative Airplay)        | 1                 |
| Suomen virallinen lista                    | 19                |
| Франция (SNEP)                             | 18                |
| Швейцария (Schweizer Hitparade)            | 11                |
| Швеция (Sverigetopplistan)                 | 8                 |

| Чарт (1989)       | Позиция |
| ----------------- | ------- |
| UK Singles Chart  | 78      |
| Top Singles (RPM) | 4       |
| Billboard Hot 100 | 58      |